# William Samuel Booze
William Samuel Booze (ur. 9 stycznia 1862 w Baltimore, Maryland, zm. 6 grudnia 1933 w Wilmington, Delaware) – amerykański lekarz, przedsiębiorca i polityk, członek Partii Republikańskiej. W latach 1897–1899 był przedstawicielem trzeciego okręgu wyborczego w stanie Maryland w Izbie Reprezentantów Stanów Zjednoczonych.